# Gobierno Federal de Transición (Somalia)
El Gobierno Federal de Transición (en somalí: Dowladda Federaalka Kumeelgaarka, en árabe: الحكومة الاتحادية الانتقالية‎) fue el gobierno internacionalmente reconocido de la República de Somalia hasta el 20 de agosto de 2012, cuando terminó oficialmente su mandato y se inauguró el Gobierno Federal de Somalia. El Gobierno Federal de Transición fue establecido como una de las instituciones federales de transición de Somalia, tal como las definía la Carta Federal de Transición adoptada en noviembre de 2004 por el Parlamento Federal de Transición.
El Gobierno Federal de Transición oficialmente era el poder ejecutivo del Estado, mientras que el Parlamento Federal de Transición era el poder legislativo. El gobierno estaba encabezado por el presidente de Somalia, a quien el Gabinete informaba a través del primer ministro. Sin embargo, también se utilizó como término general para referirse a los tres poderes colectivamente.
Respaldado por las Naciones Unidas, la Unión Africana y los Estados Unidos, el Gobierno Federal de Transición luchó contra los insurgentes de Al-Shabbaab para asumir el pleno control de la parte meridional del país. En agosto de 2011, el Gobierno y sus aliados de la Misión de la Unión Africana en Somalia (AMISOM) lograron asegurar el control de todo Mogadiscio.
En junio de 2011, tras el Acuerdo de Kampala, se prorrogaron los mandatos del presidente, del presidente del Parlamento y de los diputados hasta agosto de 2012.

## Presidentes
Presidente del Gobierno Nacional de Transición:
- Abdiqasim Salad Hassan (2000 - 2004)

Presidentes del Gobierno Federal de Transición:
- Abdullahi Yusuf Ahmed (2004 - 2008)
- Adan Mohamed Nuur Madobe (2008 - 2009)
- Sharif Sheid Ahmed (2009 - 2012)

Presidentes interinos del Gobierno Federal:
- Muse Hassan Sheikh Sayid Abdulle (2012)
- Mohamed Osman Jawari (2012)

Primer presidente del Gobierno Federal:
- Hassan Sheikh Mohamud (2012 - 2017)

## Miembros del Gobierno Federal de Transición
Los miembros del Gobierno Federal de Transición eran:
- Presidente
- Primer ministro
- Ministro de Defensa
- Ministro de Defensa Diputado
- Ministro de Bienestar Social y Derechos Humanos
- Ministro de Planificación
- Ministro de Educación Superior
- Ministro de Asuntos Exteriores
- Ministro de Asuntos de Familia y Mujeres
- Ministro de Energía
- Ministro de Reconstrucción y Restablecimiento
- Ministro de Trabajos Públicos
- Ministro Portavoz del Gobierno
- Ministro de Petróleo
- Ministro de Agricultura
- Ministro de Correo y Telecomunicaciones
- Ministro de Salud
- Ministro de Turismo y Vida Salvaje
- Ministro de Asuntos Constitucionales y Federalismo
- Ministro de Deporte y Juventud
- Ministro de Puertos y transporte de mar
- Ministro de Comercio
- Ministro de Justicia
- Ministro de Desarrollo y Ganado